# Lee Seung-hyun
Lee Seung-hyun (이승현?, 李承絃?; Daegu, 25 luglio 1985) è un calciatore sudcoreano, centrocampista del Jeonbuk Hyundai Motors.